# A Division 1930-1931 (Irlanda)
Il campionato era formato da dodici squadre e il Shelbourne F.C. vinse il titolo. Non vi furono retrocessioni.

## Classifica finale
| Pos. | Squadra              | G  | V  | N | P  | GF | GS | Punti |
| ---- | -------------------- | -- | -- | - | -- | -- | -- | ----- |
| 1    | Shelbourne F.C.      | 31 | 13 | 5 | 4  | 52 | 22 | +30   |
| 2    | Dundalk F.C.         | 28 | 11 | 6 | 5  | 34 | 43 | +21   |
| 3    | Bohemian F.C.        | 27 | 10 | 7 | 5  | 45 | 32 | +13   |
| 4    | Cork F.C.            | 27 | 12 | 3 | 7  | 55 | 45 | +10   |
| 5    | Dolphin F.C.         | 26 | 11 | 4 | 7  | 51 | 43 | -8    |
| 6    | Brideville FC        | 26 | 10 | 6 | 6  | 49 | 44 | +5    |
| 7    | Shamrock Rovers F.C. | 23 | 9  | 5 | 8  | 54 | 49 | +6    |
| 8    | Bray Unknowns F.C.   | 20 | 8  | 4 | 10 | 41 | 45 | -4    |
| 9    | Waterford F.C.       | 19 | 8  | 3 | 11 | 43 | 52 | -9    |
| 10   | St James's Gate F.C. | 18 | 7  | 4 | 11 | 36 | 48 | -12   |
| 11   | Drumcondra F.C.      | 15 | 5  | 5 | 12 | 33 | 49 | -16   |
| 12   | Jacobs F.C.          | 4  | 1  | 2 | 19 | 21 | 72 | -51   |

G = Partite giocate; V = Vittorie; N = Nulle/Pareggi; P = Perse; GF = Goal fatti; GS = Goal subiti; 